# Iriao
Iriao (gruzijski: ირიაო), takođe poznati kao Etno-Jazz Band Iriao, su gruzijska jazz i etno folk grupa, čiji su članovi: David Malazonia (frontmen), Nugzar Kavtaradze, Bidzina Murgulia, Levan Abshilava, Shalva Gelekva, George Abashidze i Mikheil Javakhishvili. Bend je poznat po svom jedinstvenom stilu zahvaljujući kombinaciji tradicionalnog gruzijskog polifonog pevanja i džeza. Nastupali su na Borneo Džez Festivalu u Maleziji 2014. Predstavljali su Gruziju na Pesmi Evrovizije 2018. u Lisabonu sa pesmom "Sheni gulistvis (For you)" (Za tebe). Ispali su u polufinalu, u kojem su bili zadnji (osamnaesti) sa 24 osvojena boda.